# برونو غيليس
برونو غيليس (بالفرنسية: Bruno Gilles) هو سياسي فرنسي، ولد في 26 ديسمبر 1960 في مارسيليا في فرنسا. حزبياً، نشط في الاتحاد من أجل حركة شعبية والتجمع من أجل الجمهورية.

## مناصب
- انتخب عضو مجلس الشيوخ الفرنسي.
- انتخب رئيس بلدية [الإنجليزية]‏ third sector of Marseille  [لغات أخرى]‏ (18 يونيو 1995 – ).
- انتخب نائب فرنسي.
- انتخب نائب برلماني [الإنجليزية]‏ (2002 – 2007).